# Igeldammsgatan

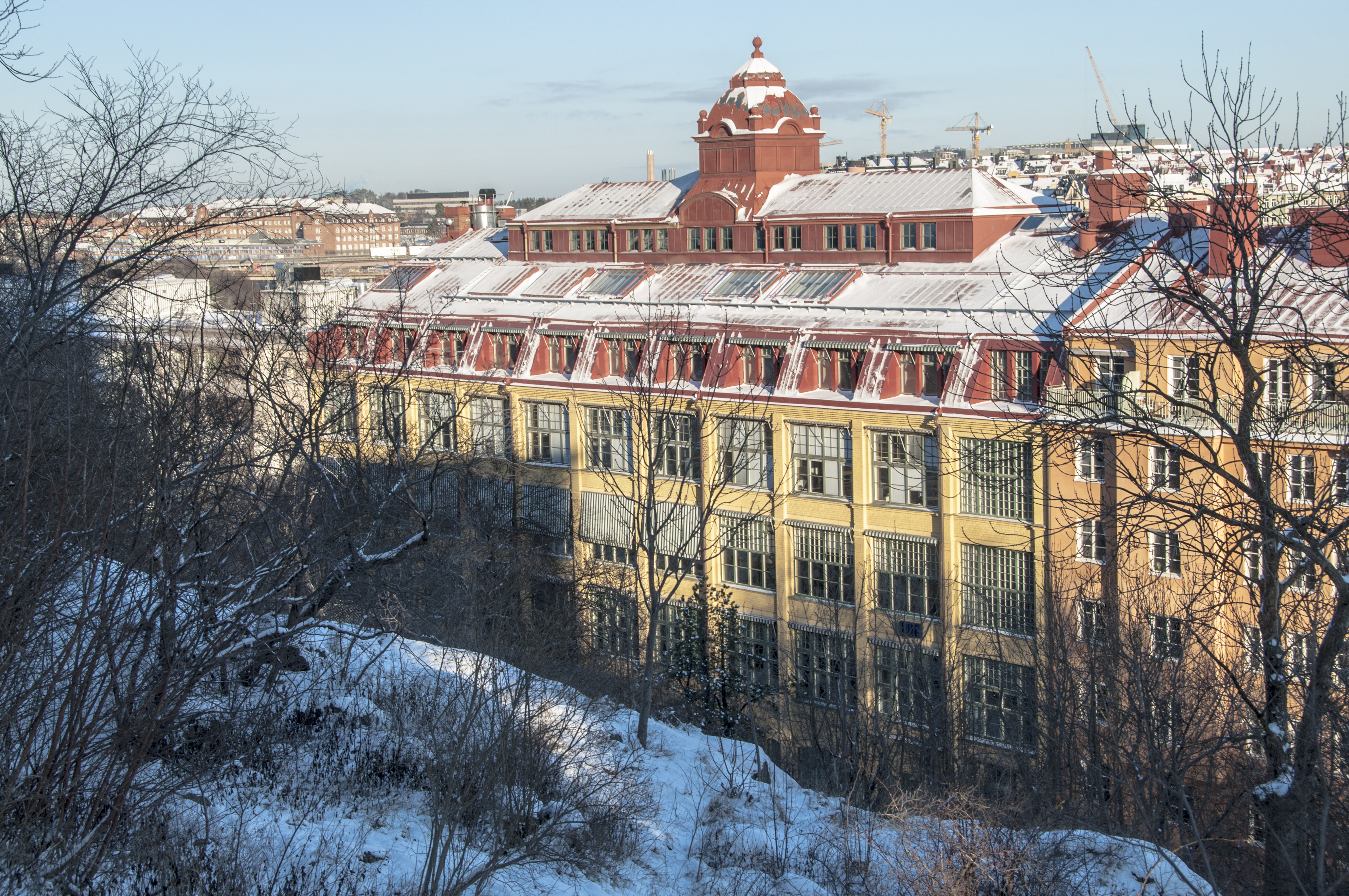
Kvarteret Isbrytaren vid Igeldammsgatan 22 sett från Stadshagens höjder.

Igeldammsgatan är en gata på Kungsholmen i Stockholm. Den utgör gräns mellan stadsdelarna Kungsholmen och Stadshagen från Mariebergsgatan och upp till Karlbergssjön. Vid Karlbergssjön markerar den också övergången mellan Kungsholms strand och Hornsbergs strand. Gatan är bara bebyggd på Kungsholmssidan och har därför nästan enbart jämna gatunummer. Stadshagensidan är bergig och sluttar brant upp mot bostadshusen på Stadshagsberget.
Gatan har fått sitt namn efter de så kallade igeldammar där Apotekarsocieteten hade sin odling av blodiglar. Här låg en liten park med två dammar där man 1835 utplacerade 40 000 blodiglar.